# Вальпеллин
Вальпеллин (фр. Valpelline) — коммуна в Италии, располагается в автономном регионе Валле-д’Аоста. Располагается в одноимённой долине.
Население составляет 620 человек (2008 г.), плотность населения составляет 20 чел./км². Занимает площадь 31 км². Почтовый индекс — 11010. Телефонный код — 0165.
Покровителем коммуны почитается святой великомученик Пантелеймон, празднование 27 июля.

## Демография
Динамика населения: